# Interkom Kom Ind
Interkom Kom Ind — третий студийный альбом датской рок-группы Nephew, вышедший в 2006 году. Четыре сингла с альбома были выпущены задолго до самого альбома: Igen & igen &, Science fiction Og familien, Mexico ligger i Spanien и Hospital (живое выступление вместе с рэпером L.O.C.).

## Список композиций
1. Igen & Igen & — 4:35
2. Mexico Ligger i Spanien — 4:53
3. Cigaret Kid — 4:19
4. Taxa Triumf — 4:25
5. Science Fiction Og Familien — 4:01
6. Hvidt på Sort — 4:41
7. Hospital — 3:39
8. Læsterlige Klø — 3:53
9. First Blood Harddisk — 5:14
10. Sway — 3:16
11. T-kryds — 4:21